# الیوت انگل
الیوت انگل (به انگلیسی: Eliot Engel) نمایندهٔ حوزه انتخابیه شانزدهم نیویورک از حزب دموکرات ایالات متحده آمریکا در مجلس نمایندگان ایالات متحده آمریکا است که برای نخستین‌بار در ۳ ژانویه ۱۹۸۹ میلادی به‌عضویت این مجلس درآمد. او از خانواده یهودی اصالتاً از اوکراین زاده شده‌است. که از روسیه به آمریکا مهاجرت کردند.